# Графтон (город, Нью-Гэмпшир)
Графтон — муниципалитет в Нью-Гэмпшире, США в составе одноимённого округа. По переписи 2010 года в нём проживало 1613 человек. Графтон расположен на плато Зелёных гор, в так называемой Верхней долине.

## История
Основан в 1778 году как муниципалитет, хотя поселение существовало на том же месте и раньше. Назван в честь Огастеса Фицроя, 3-го герцога Графтона.

## Политика
Посёлок Графтон находится под непосредственным самоуправлением собственных граждан. На предварительных собраниях сообщества («городские собрания») разрабатываются предложения по резолюциям, которые в контексте общественных решений принимаются или отклоняются. «Совет избранных» выполняет решения граждан и контролирует муниципальную администрацию.
В 2010-е гг. Графтон был местом либертарианского эксперимента — проекта по созданию «Свободного государства». Проект привёл к упадку города и в 2016 г. был прекращён.